# Kościół Chrystusa Króla Pokoju w Warszawie
Kościół Chrystusa Króla Pokoju – rzymskokatolicki kościół parafialny należący do parafii św. Wincentego Pallottiego w Warszawie (dekanat grochowski diecezji warszawsko-praskiej). Znajduje się w warszawskiej dzielnicy Praga-Południe, przy ulicy Skaryszewskiej. Opiekują się nim księża pallotyni.

## Historia
Na miejscu obecnej świątyni istniała kapliczka z czasów zaboru rosyjskiego, należąca do mariawitów. Około 1920 roku, gdy zmniejszyła się ich liczba, kupił ją niejaki Szulc i przechowywał w niej materiały budowlane. W 1927 roku księża pallotyni odkupili kapliczkę, nadali jej tytuł Chrystusa Króla Pokoju i wznowili kult. Kaplicę poświęcił biskup Stanisław Gall w dniu 30 kwietnia tego samego roku. 
Podczas obrony miasta we wrześniu 1939 roku kaplica została doszczętnie zniszczona. Ks. Józef Szyszkowski SAC rozpoczął odbudowę i rozbudowę świątyni według projektu Stanisława Marzyńskiego. W listopadzie 1941 roku w odbudowanej świątyni został zamontowany nowy ołtarz z obrazem Chrystusa Króla Wszechświata (w czasie Przemienienia na górze Tabor) namalowanym przez Adama Stykę w 1942 roku. W późniejszych latach wojny świątynia nie została uszkodzona. 
W dniu 26 sierpnia 1966 roku władza kościelna ustanowiła przy kościele samodzielny rektorat. W 1985 roku została wzniesiona obecna świątynia według projektu inżyniera Janusza Maliszewskiego, pracami budowlanymi kierował Sławomir Studniarz. W dniu 19 listopada 1988 roku arcybiskup Bronisław Dąbrowski pobłogosławił świątynię, natomiast uroczyście konsekrował ją w dniu 22 stycznia 1989 roku kardynał Józef Glemp. Natomiast w dniu 26 sierpnia 1989 roku biskup Władysław Miziołek poświęcił kaplicę Matki Bożej Częstochowskiej (kościół dolny), w której jest prowadzona całodzienna adoracja Najświętszego Sakramentu i stały dyżur w konfesjonale.
W 2000 do kościoła przeniesiono szczątki bł. ks. Józefa Stanka.